# Arthur Bliss
Pour les articles homonymes, voir Bliss.
Arthur Bliss (Barnes, Londres, 2 août 1891 – Londres, 27 mars 1975) est un compositeur britannique.
Bliss commença ses études de musique au Royal College of Music de Londres avant que la Première Guerre mondiale mette fin à son cursus. Après la guerre, il se fit connaître pour ses compositions modernes et non conventionnelles, mais il revint rapidement vers des formes plus traditionnelles et romantiques. Ses compositions inclurent non seulement des pièces pour concerts, mais aussi des bandes originales de films et un ballet.
Devenu directeur musical de la BBC pendant la Seconde Guerre mondiale, Arthur Bliss a ensuite été nommé Maître de musique de la reine Élisabeth II (Master of the Queen's Music). À la fin de sa carrière, ses compositions étaient reçues avec respect mais elles étaient considérées comme démodées au côté du travail d'autres compositeurs plus jeunes comme Benjamin Britten. Depuis la mort de Bliss, ses œuvres sont restées populaires au Royaume-Uni et elles ont fait l'objet de nombreux enregistrements. Ses compositions les plus connues font partie du répertoire habituel des orchestres britanniques.

## Biographie
Né d'un père anglais et d'une mère américaine, Bliss étudie à Pembroke College, puis à Cambridge avec Cyril Rootham et au Royal College of Music avec Charles Villiers Stanford. Durant la Première Guerre mondiale, il sert comme officier dans l'infanterie; il est blessé en 1916 et gazé en 1918.
Après le retour de la paix, Bliss retourne à la composition de pièces pour ensembles peu habituels, tel que le concerto sans paroles pour ténor, piano et cordes ou Rout pour soprano et orchestre de chambre dans lequel la voix s'exprime dans une suite de sons dénués de sens. Ses premières œuvres montrent l'influence d'Igor Stravinsky et de Claude Debussy. Une œuvre charnière reste sa Colour symphony (Symphonie des couleurs) composée en 1922 qui explore l'idée d'une association des diverses couleurs avec un thème musical.
Durant la fin des années 1920, Bliss retourne à des formes plus classiques avec des œuvres chorales comme Pastoral (Pastorale) et Morning Heroes (Héros du matin). 
Entre 1923 et 1925, Bliss enseigne en Californie.
Dans les années 1930, il compose la musique du film Things to Come (connu en France sous le titre Les Mondes futurs) réalisé par William Cameron Menzies et la musique du ballet Checkmate (Échec et mat). Bliss a été un compositeur ambitieux et particulièrement prolifique (plus de 140 œuvres) et certaines de ses partitions ont été conçues pour une audience internationale plus large qu'elles n'ont réellement eue. Son Introduction et Allegro et son Concerto pour piano en sont des exemples, la création de ce dernier ayant été donné en 1939 à l'exposition internationale de New York avec Solomon au piano.
Durant la Seconde Guerre mondiale, Bliss commence par enseigner à l'Université de Californie (1940), puis devient le directeur musical de la BBC (1942-1944) et a l'idée de séparer cette dernière en plusieurs chaînes musicales caractérisées par le type de musique émis. Il est anobli en 1950 et devient en 1953 le successeur d'Arnold Bax au poste de maître de musique de la reine. 
L'après-guerre voit Bliss échouer dans plusieurs projets. Son opéra, The Olympians (Les Olympiques), joué au Covent Garden, ne rencontre pas le succès escompté. Son oratorio, Les Béatitudes, est esquivé derrière le triomphe du War Requiem de Benjamin Britten produit en 1962 au festival de Coventry. Son Concerto pour violoncelle, écrit pour le grand violoncelliste russe Mstislav Rostropovitch pour être joué au festival d'Aldeburgh, est éclipsé par ceux de Britten, d'Henri Dutilleux et de Witold Lutoslawski. Bliss fait des enregistrements de ses œuvres majeures, mais les autres chefs d'orchestre boudent ce répertoire. Son chant du cygne, les Variations métamorphiques pour grand orchestre, est créé en 1972, mais pas par le prestigieux chef d'orchestre Leopold Stokowski, comme il l'avait souhaité.
Il a écrit une autobiographie : As I Remember (Comme je me souviens).
Il est fait Chevalier commandeur de l'Ordre royal de Victoria (KCVO) en 1969.
Sa musique, redécouverte après sa mort, a donné lieu, depuis, à plusieurs enregistrements.

## Œuvres
Le catalogue d'A. Bliss est précédé d'un « F » pour Foreman et contient 193 numéros. Un autre catalogue Thompson, « T » comprend 122 numéros.
- Adam Zero, ballet, F 1 (1946)
- Miracle in the Gorbals, ballet, F 6 (1944)
- Quatuor à cordes no 1 en si-bémol majeur, F 25 (1941)
- Quatuor à cordes no 2, F 26 (1950)
- Morning Heroes, F 32, pour orchestre (1930)
- The Olympians, opéra, F 97 (1948)
- Christophe Colomb, musique de film, F 105 (1949)
- Seven Waves Away, musique de film, F 129 (1956)
- A Colour Symphony, F 106 (1921/1932)
- Concerto pour violoncelle, F 107 (1970)
- Concerto pour piano, en si-bémol majeur, F 108 (1938)
- Concerto pour violon, F 111 (1955)
- Edinburgh Overture, F 114 (1956)
- Hymn to Apollo, F 116, Symphonie pour narrateur, chœur et orchestre (1926)

## Discographie
- Morning Heroes, Hymn to Apollo - BBC Symphony Orchestra, dir. Andrew Davis (16-17 mai 2015, SACD Chandos CHSA 5159)
- Meditations on a Theme by John Blow - Orchestre symphonique de Bournemouth, dir. David Lloyd-Jones (11-12 mai 2009, Naxos 8.572316)
- A Colour Symphony, Concerto pour violon - Lydia Mordkovitch, violon ; BBC National Orchestra of Wales, dir. Richard Hickox (17-18 janvier 2006, Chandos CHAN 10380)
- The Film Music of Sir Arthur Bliss - BBC Philharmonic, dir. Rumon Gamba (février/juillet/octobre 2000, Chandos CHAN 9896)
- Quatuors à cordes - Quatuor Delmé (26-27 mars 1985, Hyperion CDA 66178)
- A Colour Symphony, Miracle in the Gorbals* suite de ballet, Ouverture Edinburgh+ - Royal Philharmonic Orchestra, dir. Charles Groves, Orchestre symphonique de Bournemouth, dir. Paavo Berglund*, Orchestre symphonique de Birmingham, dir. Vernon Handley+ (1976-79, EMI CDM 7 69388 2)